# 金實基
金實基（韓語：김슬기，1989年2月12日—），韓國留學生，臺灣歌手，發跡於《超級偶像》第四屆。曾經在2009年參與盧廣仲《再見勾勾 （页面存档备份，存于）》MV演出。同時也在2009年來到台灣參加由台視以及三立所舉辦的歌唱選秀節目超級偶像第四屆的比賽，在比賽過程當中多次選擇韓國歌曲來演唱，終於在2010年7月17日本屆總決賽當中成為本屆第五名。
2010年5月1日於本屆九強決定賽之情感滿分PK賽當中獲選為本集MVP，並成為台視、三立本月主打星。

## 比賽經歷
- 2009年政治大學韓歌大賽/中文組/冠軍
- 2011年政治大學韓歌大賽/中文組/冠軍
- 「PTT 超級偶像第四屆型男票選」以第一高票榮獲型男冠軍。
- 超級偶像第四屆第五名。

### 超級偶像第四屆比賽成績
| 集數 | 播出日期   | 演唱歌曲                                                       | 分數                    | 備註                                |
| ---- | ---------- | -------------------------------------------------------------- | ----------------------- | ----------------------------------- |
| 03   | 2009/11/21 | 《阿里郎》／韓國民謠、《雪之花》／朴孝信                       | 過關                    | 萬人海選複試                        |
| 04   | 2009/11/28 | 《原諒我》／蕭敬騰(與黃文星合唱)、 加分題《雪之花》／朴孝信    | 過關                    | 【前進超四最終戰役】30強資格賽VI    |
| 05   | 2009/12/05 | 《背叛》／曹格                                                 | 4:1 勝 竹中享 過關      | 【19人大逃殺】30強決定賽            |
| 07   | 2009/12/19 | 《I Believe》／申承勛                                          | 41.0分 平 陶妍妏 過關   | 【男女捉對廝殺】30取26強淘汰賽(上)  |
| 09   | 2010/01/02 | 《Way Back Into Love》／Hugh Grant&Haley Bennett(與郭映均合唱) | 41.3分 失敗             | 【亦敵亦友誰要走】26取24強淘汰賽    |
| 10   | 2010/01/09 | 《給你》／陳奕迅                                               | 42.0分 過關             | 【我唱好歌你下載】24取22強淘汰賽    |
| 11   | 2010/01/16 | 《SORRY SORRY》／Super Junior                                  | 41.6分 過關             | 【Cosplay角色扮演】22取21強淘汰賽   |
| 12   | 2010/01/23 | 《雨天》／孫燕姿                                               | 41.3分 失敗             | 【男歌女唱 女歌男唱】21取20強淘汰賽 |
| 13   | 2010/01/30 | 《離開地球表面》／五月天                                       | 41.6分 過關             | 【我用魅力迷惑你】20取19強淘汰賽    |
| 14   | 2010/02/06 | 《世界唯一的你》／曹格                                         | 41.9分 過關             | 【挑戰學長姊高標】19取18強淘汰賽    |
| 15   | 2010/02/20 | 《你是我的花朵》／伍佰                                         | 41.6分 過關             | 【商業演出歌曲】18取17強淘汰賽      |
| 16   | 2010/02/27 | 《祈禱》／鄭日英                                               | 42.0分 過關             | 【刻骨銘心的愛】17取16強淘汰賽      |
| 17   | 2010/03/06 | 《就算心痛》／飛行青少年(與杜俊瑋合唱)                         | 42.7分 過關             | 【學長姐助我拼高分】16取15強淘汰賽  |
| 18   | 2010/03/13 | 《海嘯》／庾澄慶                                               | 42.0分 敗 陳韋霖 失敗   | 【戰友相殘誰離開】15取14強淘汰賽    |
| 19   | 2010/03/20 | 《猜心》／萬芳                                                 | 42.5分 勝 郭少軒 過關   | 【新古典音樂會】14取13強淘汰賽      |
| 20   | 2010/03/27 | 《Super Girl》／Super Junior-M                                 | 42.1分 過關             | 【舞動肢體大突破】13取12強淘汰賽    |
| 21   | 2010/04/03 | 《Lost》／朴孝信                                               | 42.1分 過關             | 【徹底宣洩給你聽】12取11強淘汰賽    |
| 22   | 2010/04/10 | 《如此美麗》／SG Wannabe                                       | 41.9分 過關             | 【說出心中的秘密】十強決定賽        |
| 23   | 2010/04/17 | 《讓》／楊宗緯                                                 | 41.6分 過關             | 【十強吸睛大改造】個人演唱會爭奪戰  |
| 24   | 2010/04/24 | 《I DO》／Rain                                                 | 43.1分 勝 郭少軒 過關   | 【熱力四射PK賽】10取9強淘汰賽       |
| 25   | 2010/05/01 | 《遺憾》／許美靜                                               | 42.8分 勝 劉行格 過關   | 【情感滿分PK賽】九強決定賽          |
| 26   | 2010/05/08 | 《Heartbreaker》／G-Dragon                                     | 42.6分 敗 羅平 過關     | 【火力全開來開趴】9取8強淘汰賽      |
| 27   | 2010/05/15 | 《哈囉》／阿杜                                                 | 42.5分 敗 李婭莎 過關   | 【唱出你的都會心情】八強決定賽      |
| 28   | 2010/05/22 | 《This Love》／Big Bang                                        | 42.7分 過關             | 【快慢雙重考驗】八強高壓賽(快歌)    |
| 28   | 2010/05/22 | 《新不了情》／萬芳                                             | 42.5分 過關             | 【快慢雙重考驗】八強高壓賽(慢歌)    |
| 29   | 2010/05/29 | 《挽留你的歌》／Rain                                           | 43.0分 勝 陳予新 過關   | 【強敵踢館我不怕】七強決定賽        |
| 30   | 2010/06/05 | 《花信》／朴孝信                                               | 42.8分 勝 蔡顯觀 過關   | 【指名踢館我心驚】六強決定賽        |
| 31   | 2010/06/12 | 《一年後》／褐眼男子                                           | 42.8分 敗 飛林兄弟 過關 | 【三屆菁英凶猛踢館】誰是第七名        |
| 32   | 2010/06/19 | 《It's Raining》／Rain                                         | 42.4分 敗 黃文星 過關   | 【舞王舞后強勢來襲】冠軍積分賽        |
| 33   | 2010/07/03 | 《我不會愛》／蕭敬騰                                           | 42.7分 敗 李幸倪 過關   | 【六強奮戰全力抗敵】冠軍積分賽Ⅱ     |
| 34   | 2010/07/10 | 《Nothing better》／政燁                                       | 42.9分 敗 F.CUZ 過關    | 【浴血奮戰衝向冠軍】冠軍積分賽Ⅲ     |
| 35   | 2010/07/17 | 《Cracks of my broken heart》／Eric Benet                      | 53.1分                  | 【總冠軍賽】破繭--慢歌自選曲        |
| 35   | 2010/07/17 | 《Hound dog》／Elvis Presley、《Go Go Cat》／杜德偉            | 52.9分                  | 【總冠軍賽】撼動--勁歌舞曲          |
| 35   | 2010/07/17 | 《好人》／朴孝信                                               | 53.1分                  | 【總冠軍賽】登峰--高分挑戰曲        |

### 超級偶像第五屆比賽踢館成績
| 播出日期   | 演唱歌曲             | 分數 | 備註                             |
| ---------- | -------------------- | ---- | -------------------------------- |
| 2011/01/22 | 《Beautiful》/ BEAST | 42.2 | 【學長姐指名踢館】十取九強淘汰賽 |
| 2011/01/29 | 《記得》/ 張惠妹     | 41.9 | 【新仇舊恨終極對決】九強決定賽   |

### 超級偶像特別節目
| 播出日期   | 演唱歌曲                                       | 分數 | 備註 |
| ---------- | ---------------------------------------------- | ---- | ---- |
| 2011/04/10 | 《Love love love》/ FTIsland+《Hello》/ SHINee |      |      |

### 超級偶像第一屆校際爭霸戰
| 播出日期   | 演唱歌曲                                  | 分數 | 備註                                    |
| ---------- | ----------------------------------------- | ---- | --------------------------------------- |
| 2011/11/12 | 《Tonight》/ BIGBANG+《Hands Up》/ 2PM    |      | 總決賽（1）Live 開場嘉賓 杜俊瑋、榮忠豪 |
| 2011/11/19 | 《I Am The Best》/ 2NE1+《Mr Simple》/ SJ |      | 總決賽（2）Live 開場嘉賓 杜俊瑋、榮忠豪 |
| 2011/12/03 | 《Shock》/ BEAST+《High High》/ GD&Top    |      | 總冠軍賽Live 開場嘉賓 杜俊瑋、榮忠豪    |

## 節目主持
- 校園SUPERMAN (固定班底)
- 就是愛JK 韓文教學( 助教)
- 泡菜粉絲俱樂部 (主持人)
- 偶像100 大倒數 (主持人)
- 日韓音樂瘋( 來賓)
- 我愛偶像 (來賓)
- 2分之一強 (固定班底)

## 電視節目
- 2010年
  - 型男大主廚節目來賓 (2010.07.09播出，超4六強一起上節目，分男生組、女生組PK廚藝)
  - 完全娛樂誰是超4冠軍王?!(2010.07.11播出，超4六強一起上節目)
  - 完全娛樂超4放手一搏浴血戰 總冠軍出爐啦？！(2010.07.18播出，超4十強一起上節目)
  - 百萬大歌星節目來賓(2010.09.18播出，與學長杜俊瑋 )
- 2011年
  - 超級偶像 學長姐pk賽 (2011.01.22/01.29播出)
  - 超級巨星紅白藝能大賞【當After school的翻譯】(2011.02.02播出)
  - 超級偶像 特別節目 (2011.04.16/04.23播出)
  - 完全娛樂 韓胞帶FUN聊歡會(演唱:死也不能放開 2011.05.24播出)
  - 校園SUPERMAN (定成員 演唱:HEARBREAKER，2011.07.11播出)
  - 校園SUPERMAN 超人蕭敬騰 vs 運動美女友誼賽 (演唱:我不會愛 2011.07.13播出)
  - 校園SUPERMAN 超難忘情人節禮物? 還是禮惡?(2011.08.03播出)
  - 校園SUPERMAN 那些年!! 我們一起追的完美女孩(2011.08.24播出)
  - 校園SUPERMAN 楊丞琳百變歌唱大賽(演唱:我們都傻 2011.08.30播出)
  - 校園SUPERMAN 夏日末終極試膽大會 勇闖猛鬼屋!!(2011.09.01播出)
  - 校園SUPERMAN 韓流舞蹈生死鬥 (演唱:High high 2011.09.06播出)
  - 校園SUPERMAN JPM之團體無間道 (2011.09.07播出)
  - 校園SUPERMAN 韓流舞蹈生死鬥 (演唱:BREAK DOWN 2011.09.20播出)
  - 校園SUPERMAN 變臉美女秘辛大公開! (2011.09.26播出)
  - 校園SUPERMAN 人比花嬌!! 花美男來報到 (2011.10.04播出)
  - 校園SUPERMAN 超人特工隊!! 政大踢館風雲會 (演唱:那個男人 2011.10.06播出)
  - 校園SUPERMAN 張棟樑&超人之瘋狂K歌包廂 (演唱:新不了情 2011.10.22播出)
  - 校園SUPERMAN PK吧!超人軍團VS.校園達人 (演唱:Breath 2011.11.12播出)
  - 超級偶像 總決賽(1)(2011.11.12播出)
  - 超級偶像 總決賽(2)(2011.11.19播出)
  - 超級偶像 總冠軍賽  (2011.12.03播出)
  - 就是愛JK 韓文教學 (2011.12.26播出)
  - 就是愛JK 韓文教學 (2011.12.27播出)

- 2012年
  - 就是愛JK 韓文教學 (2012.01.02播出)
  - 就是愛JK 韓文教學 (2012.01.03播出)
  - 就是愛JK 韓文教學 (2012.01.09播出)
  - 就是愛JK 韓文教學 (2012.01.10播出)
  - 金實基+杜俊瑋+榮忠豪 龍華科技大學(超偶海選)(2012.01.07播出)
  - 金實基+杜俊瑋+榮忠豪 南湖高中 (超偶海選)2012.02.25播出)
  - 泡菜粉絲俱樂部 (主持人 2012.05.04播出)
  - 泡菜粉絲俱樂部 (主持人 2012.05.21播出)
  - 泡菜粉絲俱樂部 (主持人 2012.05.28播出)
  - 泡菜粉絲俱樂部 (主持人 2012.06.18播出)
  - 泡菜粉絲俱樂部 (主持人 2012.07.09播出)
  - 泡菜粉絲俱樂部 (主持人 2012.07.16播出)(台北特輯)
  - 泡菜粉絲俱樂部 (主持人 2012.07.23播出)(台北特輯)
  - 泡菜粉絲俱樂部 (主持人 2012.07.30播出)(台北特輯)
  - 泡菜粉絲俱樂部 (主持人 2012.08.06播出)(台北特輯)
  - 偶像100 大倒數 (主持人 2012.09.05播出)
- 2013
  - 日韓音樂瘋 20130802
  - 日韓音樂瘋 20130809
  - 日韓音樂瘋 20130814
  - 日韓音樂瘋 20130821
  - 日韓音樂瘋 20130913
  - 日韓音樂瘋 20130920
  - 我愛偶像 20130107
  - 我愛偶像 20131114
  - 我愛偶像 20131225 偶像情報站之交換禮物大會
- 2014
  - 我愛偶像 20140226
  - 我愛偶像 20140312
  - 我愛偶像 20140314
  - 一袋女王節目來賓 (2014.04.01播出 天啊! 我戀愛了 歐巴歐巴好迷人)
  - 綜藝大熱門節目來賓(2014.04.04 演唱:Moment 播出)
  - 我愛偶像 20140416 演唱:人海中遇見你
  - Roommate 特別來賓(2014.08.03/08.10播出)
  - 綜藝大熱門 節目來賓（台灣是我第二個家! 外國人台灣通大賽2014.08.20 播出 ）
  - 娛樂百分百 節目來賓(蕭敬騰歌唱競賽 演唱:原諒我.marry me 2014.08.27播出)
  - 完全娛樂 ROOMMATE來了 翻譯(2014.09.01播出)
  - 2分之一強 追求前後差很大 男人的熱情很短暫 (2014.10.20播出)
  - 2分之一強 親愛的 可以多些花樣嗎? 戀愛固定流程好無聊!! (2014.10.23播出)
  - 2分之一強 拜託請不要管這麼多 男人收起你的控制慾 (2014.11.04播出)
  - 今晚誰當家 節目來賓 （誰尚愛臺灣 2014.12.01播出）
- 2015
  - 我愛偶像 藝人素顏完妝差很大(2015.01.22播出)
  - 2分之一強 台灣K歌好瘋狂 外國人永遠搞不懂 ( 演唱:王妃 2015.01.29播出)
  - 我愛偶像 阿辣搜調查局-2015韓國最新男神 演技排行榜 (2015.03.26播出)
  - 娛樂百分百 節目來賓 (信歌唱大賽 演唱:不會消失的夜晚 2015.03.26播出)
  - 我愛偶像 那些年我們一起追過的偶像男團 (2015.03.27播出)
  - 娛樂百分百 節目來賓 (百分百遊戲王 2015.04.24播出)
  - 娛樂百分百 節目來賓 (百分百音樂節 演唱:撐腰.模特.安靜 超偶幫＆星光幫 2015.04.29播出)
  - 我愛偶像 想成為明星到底難不難(Casper) (2015.06.11播出)
  - 娛樂百分百 節目來賓 (百分百遊戲王 2015.06.12播出)
  - 2分之一強 老外年記台灣人怎麼就是猜不透呢?(2015.06.23播出)
  - 我愛偶像 阿辣搜調查局 2015必看韓劇指南 (2015.07.16播出)
  - 娛樂百分百 節目來賓（魔幻之夜 演出:魔術師的刀鋒世界 2015.07.20播出）
  - 私房話老實說 節目來賓 （小鮮肉與大叔今晚要選哪一道? 2015.07.21播出）
  - 2分之一強 出遊變調可以不要再代購嗎? (2015.08.05播出)
  - 娛樂百分百 節目來賓 (藝能歌喉讚 演唱:她說 2015.08.15播出)
  - 2分之一強 七夕情人節型男們都準備哪些禮物交換呢? (2015.08.17播出)
  - 2分之一強 魅力排行嫁到哪個國家最幸福? (2015.09.07播出)
  - 2分之一強 交往時這些錢誰該出? (2015.09.23播出)
  - 我愛偶像 阿辣搜調查局 女團要露才會紅 (2015.10.01播出)
  - 2分之一強 型男主廚PK賽!! 誰是帥氣又會下廚的男人?! (2015.10.15播出)
  - 全球中文音樂榜上榜 節目來賓 (演唱:那個男人.死了都要愛韓文版.童謠三隻小熊(곰세마리) 2015.11.14播出)
  - 2分之一強 出國旅遊像搬家！寶貝～這些東西帶幹嘛!?  (2015.11.18播出)
  - 2分之一強 啥咪!!我被騙了嗎!!各國敲竹槓 秘辛大公開?!(2015.12.01播出)
  - 2分之一強 台灣人冬天愛進補 外國型男又愛又恨!?(2015.12.22播出)

## 活動行程
- 2010年
  - 苗栗頭份 客家文化節星光晚會 (2010.5.22)
  - 出席Facebook-全民偶像網路遊戲【超4：全偶粉絲見面會】 (2010.6.26)
  - 台北新光三越信義新天地A11館【萬人找到棉球的答案-三步驟超偶獨家演唱會】倩碧代言活動 (2010.7.9)
  - 金實基粉絲見面會 (2010.9.4)
  - 高雄健康城市 反毒總動員 (2010.10.16)
  - 永和中興街韓風文化節 (2010.10.23)
  - 金實基+朱俐靜台北市政府前廣場 SAMSUNG 活力路跑 (2010.10.24)
  - 屏東縣東港鎮跨年晚會(2010.12.31)
- 2011年
  - 代言HBOY服飾
  - 拍攝 [FUNS放肆玩 4月號]韓流時尚特輯!!
  - 金實基粉絲見面會(2011.6.19)
  - 金實基+杜俊瑋+榮忠豪 龍華科技大學(超偶海選)(2011.12.16)
  - 金實基+杜俊瑋+榮忠豪 中崙中學聖誕晚會 (2011.12.23)
  - 金實基+杜俊瑋+榮忠豪 南湖高中 (超偶海選)(2011.12.30)
  - 金實基+杜俊瑋澎湖跨年晚會(2011.12.31)
- 2012年
  - 2012桃園燈會 元宵晚會 韓系型男【金實基】 (2012.02.05)
  - 2012台北燈節活動(2012.02.05) 台北國父紀念館 熱力之夜 (金實基 榮忠豪 杜俊瑋)
- 2013年
  - 金實基 A Bar 駐唱
  - 金實基生日會 (2013.2.7)
  - 2013,05,21 周元來台 翻譯
- 2014年
  - 金實基 A Bar 駐唱
  - 金實基生日會 (2014.2.9)
  - 金實基參加조세호(曹世鎬)粉絲見面會 (2014.7.12)
  - 2014伊林娛樂第3屆璀璨之星「演藝組」(2014.7.13)
- 2015年
  - 金實基 A Bar 駐唱
  - 娛樂e世代（2015.12.16）
  - 12月回韓服兵役

## 外部連結
- 金實基的Facebook專頁

| 前任： 羅平 | 超級偶像第五名 2009年11月7日-2010年7月17日 | 繼任： 李寶龍 |